# Smilov (Štoky)
Smilov (německy Smilau) je vesnice spadající pod městys Štoky. Jméno vsi vzniklo z osobního jména Smilův (dvůr), podle majitele pana Smila Z Lichtenburgu. V současnosti má Smilov 112 obyvatel.

## Historie
První zmínka o Smilově pochází z roku 1308, kdy byl jako součást majetku pánů z Lichtenburka pravděpodobně odprodán sedleckému cisterciáckému řádu (podle některých pramenů k odprodeji došlo již někdy kolem roku 1250)[zdroj?]. Mezi lety 1379-1404 je v Městské trhové knize Německého Brodu mezi šenkýři uváděno jméno Ondřej ze Smilova. V letech 1390-1407 byli majiteli Smilova páni ze Smilova. V roce 1390 ves držel Hynek ze Smilova, od roku 1393 pak Epík ze Smilova.
V roce 1407 byla ves zpustošena neznámými nepřáteli. Škody byly takové, že podle záznamů jakýsi Majnuš ze Smilova nemohl odvést ani povinný pacht vilémovskému klášteru. Později se již píše jen o poplužním dvoře.
V letech 1566-1575 náležel Smilov s doloženým poplužným dvorem Janu Šmolovskému ze Šmolova. Po jeho smrti v roce 1575 zdědila statek Janova manželka Anna z Dobřenic, která jej později (roku 1577) odkázala svému druhému manželovi Adamu Vojkovskému z Mlhotic. Obec posléze získal Adamův bratr Kryštov Vojkovský, připomínaný poprvé až při prodeji osady roku 1594 Pavlu Mitrovskému z Nemyšle a na Jitkově.
Pravděpodobně při prodeji obce v roce 1594 se poprvé uvádí smilovská tvrz, která zanikla někdy za třicetileté války a při soupisu poddaných z roku 1651 byl ve vsi evidován již jen panský dvůr. Osadu téhož roku získal Pavel Mitrovský z Nemyšle. Od dědiců Pavla Nitrovského Smilov koupil v roce 1625 jihlavský rychtář Jan Rudolf Heidler z Bukova, držitel Stříteže. O třicet let později byl Smilov (statek a ves) odprodán dalším majitelům.
Dne 3. října 1701 přišel do Smilova jako nový majitel pan August Arnošt Šanovec z Ungerswertu, který na místě dřívější tvrze vystavěl zámek. Jednopatrový zámek obdélníkového půdorysu byl zbudován v barokním slohu se sedlovou střechou a s valeně sklenutým přízemím, do něhož vede prostý vchod bez portálu z hospodářského dvora. Ve Smilově byl tou dobou emfyteutický dvůr, myslivna a mlýn. Ke Smilovu rovněž patřila i osada Na Vysočině. V roce 1725 byl Smilov prodán střítežskému panství. Majiteli se stali hrabata Sinzendorfové.
V roce 1900 měl Smilov 49 domů a 278 obyvatel, většinou Němců. V roce 1910 tvořili Němci kolem 90 % obyvatel. O dva roky později zde bylo 49 stavení, 268 obyvatel německé národnosti a 30 Čechů. Doloženi jsou i někteří živnostníci. Doloženým nájemcem dvora byl p. Rösler, který provozoval v místě i škrobárnu. Do roku 1930 vzrostl podíl českých obyvatel na více než 30%. V roce 1937 byla v obci otevřena česká škola.

## Obyvatelstvo
Podle sčítání 1921 zde žilo v 48 domech 289 obyvatel, z nichž bylo 153 žen. 72 obyvatel se hlásilo k československé národnosti, 214 k německé. Žilo zde 280 římských katolíků, 2 evangelíci a 6 příslušníků církve československé husitské.
| Rok            | 1869 | 1880 | 1890 | 1900 | 1910 | 1921 | 1930 | 1950 | 1961 | 1970 | 1980 | 1991 | 2001 | 2011 |
| -------------- | ---- | ---- | ---- | ---- | ---- | ---- | ---- | ---- | ---- | ---- | ---- | ---- | ---- | ---- |
| Počet obyvatel | 307  | 313  | 301  | 278  | 299  | 289  | 292  | 202  | 192  | 148  | 142  | 113  | 105  | 103  |

## Osobnosti
- Jaroslav Rössler (1902–1990) – fotograf